# Rakugo

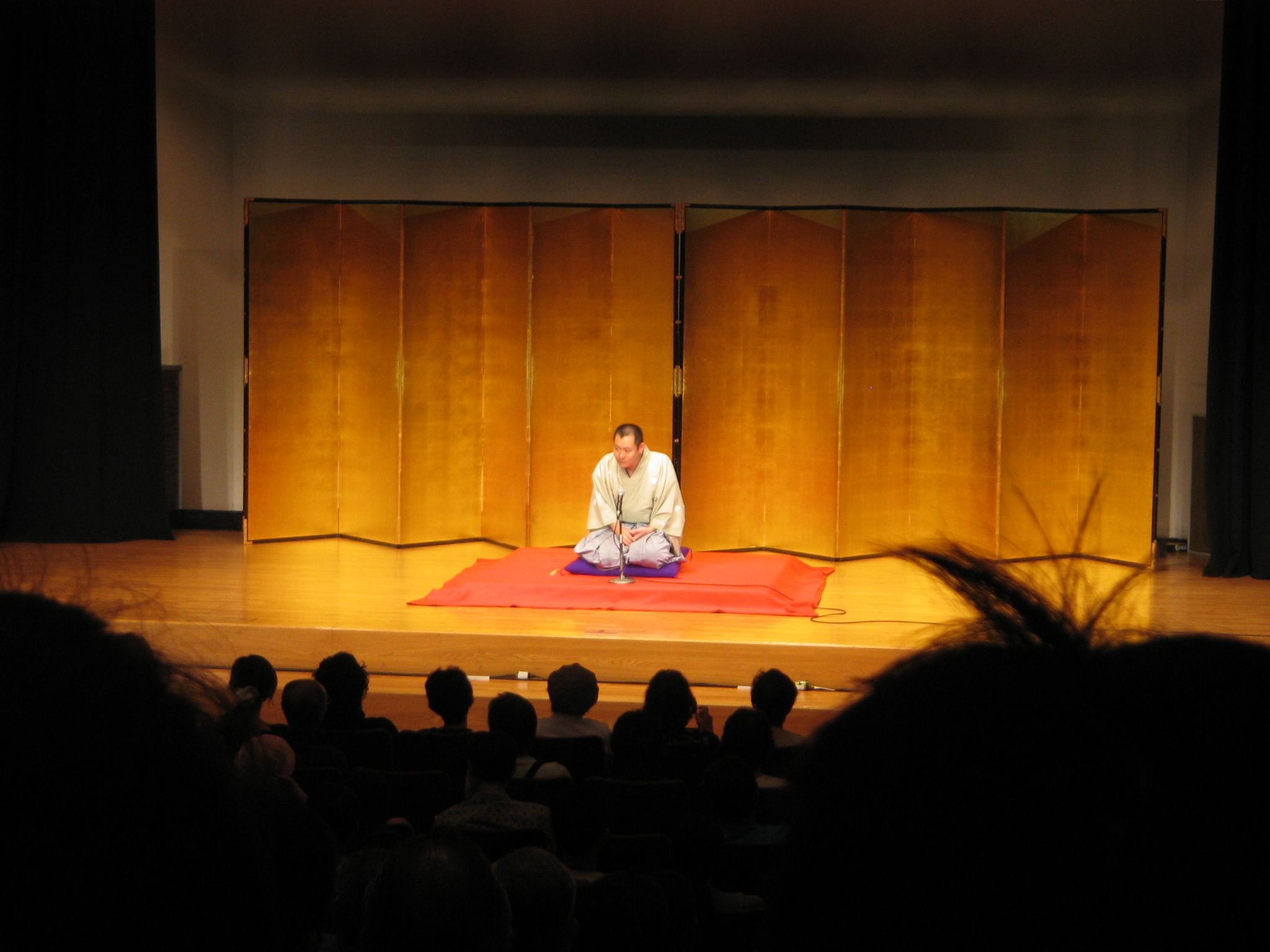
Rakugoka (povestitorul) la Festivalul Sanma

Rakugo (落語, ad literam „cuvinte căzute”) este o formă de spectacol verbal japonez. Un singur povestitor (落語家, rakugoka) stă așezat pe scenă, numită kōza (高座). Folosind ca recuzite doar un evantai de hîrtie (扇子, sensu) și un mic prosop (手拭, tenugui) artistul rakugo relatează o lungă și complicată povestire comică. Întotdeauna povestea  implică un dialog dintre două sau mai multe personaje, iar diferențele acestora sunt redate prin voci și priviri diferite.